# Edwin Stanton
Edwin McMasters Stanton (19 tháng 12 năm 1814 - 24 tháng 12 năm 1869) là một luật sư và chính trị gia người Mỹ và là bạn thân của Tổng thống Hoa Kỳ Abraham Lincoln. Ông từng là Bộ trưởng Chiến tranh Hoa Kỳ thứ 27 thuộc Chính phủ của Lincoln trong phần lớn thời gian cuộc nội chiến Hoa Kỳ. Stanton giúp tổ chức các nguồn lực quân sự to lớn của miền Bắc và giành thắng lợi cho phe Liên minh. Ông cũng tổ chức cuộc săn lùng John Wilkes Booth, kẻ đã ám sát Lincoln. Tuy nhiên, ông bị chỉ trích bởi nhiều tướng Liên minh vì đã nhận thức quá thận trọng và quản lý vi mô.
Sau vụ ám sát của Lincoln, Stanton vẫn giữ vai trò Bộ trưởng Chiến tranh Hoa Kỳ thứ 27 dưới sự lãnh đạo của Tổng thống mới Andrew Johnson trong những năm đầu tái thiết. Ông đã phản đối những chính sách thái quá của Andrew Johnson đối với các bang thuộc Liên minh cũ. Nỗ lực của Johnson trong việc hạ bệ Stanton cuối cùng dẫn tới việc Tổng thống Johnson bị những người thuộc đảng Cộng hòa cấp tiến tại Hạ viện luận tội. Stanton trở lại làm luật sư sau khi rời cương vị Bộ trưởng Chiến tranh, và được tổng thống kế nhiệm Johnson là Ulysses S. Grant bổ nhiệm làm Trợ lý Liên minh của Toà án Tối cao vào ngày 20 tháng 12 năm 1869. Tuy nhiên, ông qua đời bốn ngày sau khi việc đề cử ông được Thượng viện thông qua.
Trước đó, ông làm Bộ trưởng Tư pháp Hoa Kỳ thứ 25 dưới thời Tổng thống James Buchanan.

## Tiểu sử

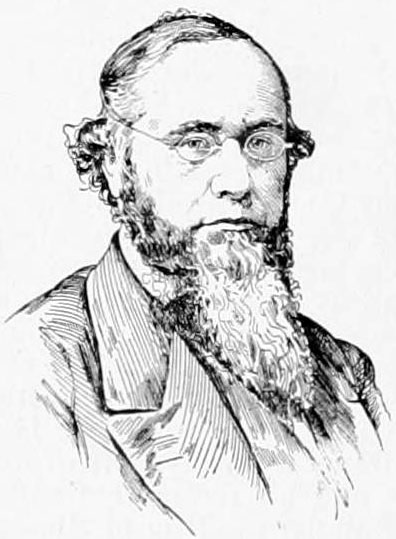
Edwin Stanton (tranh vẽ)

Edwin McMasters Stanton sinh ngày 19 tháng 12 năm 1814 ra tại Steubenville, Ohio. Bố ông là David Stanton, mẹ ông là Lucy Stanton. Theo lời kể của các bạn học thì từ khi còn nhỏ, ông đã "tinh tế về thể chất, nghiêm túc và ham học hỏi", cũng như là người thẳng thắn, giỏi hùng biện và giàu lòng cảm thông. Năm 1820, ông nhập học tại một trường tư thục và một chủng viện đằng sau nhà mình, được gọi là "Học viện cũ". Năm 1824, ông được chuyển tới một trường học của một Mục sư Presbyterian, nơi ông nghiên cứu lịch sử Latin, Hy Lạp và các "chi nhánh cao cấp hơn". ông phải trải qua cơn hen suyễn đầu tiên của mình, một chứng bệnh có thể ám ảnh anh ta suốt cuộc đời, làm anh ta bị thuyết phục vào những lúc. Bệnh suyễn của ông đảm bảo với ông rằng ông sẽ không thể tham gia vào các hoạt động thể dục thể thao cao, vì vậy ông thấy sự quan tâm đến những thứ khác. Tháng 12 năm 1827, cha Edwin, David Stanton đột ngột qua đời. Edwin và gia đình bị bỏ lại. Mẹ của Edwin đã mở một cửa hàng ở phòng trước của căn nhà của họ, bán những đồ tiếp liệu y tế mà chồng bà để lại, cùng với sách vở, văn phòng phẩm và hàng tạp hóa. Edwin mới trẻ tuổi mà bị đuổi khỏi trường, và sau đó làm việc tại cửa hiệu của một nhà bán sách địa phương, James Turnbull.

### Tiểu sử khi về sau
Năm 1831: bắt đầu các nghiên cứu bậc đại học của mình tại trường Cao đẳng Kenyon thuộc Đại học Episcopal
Trước năm 1832: rời khỏi Turnbull vĩnh viễn và trở về Steubenville để theo đuổi các nghiên cứu trong pháp luật của mình
Năm 1832: Gặp gỡ Mary Ann Lamson
Năm 1835: học luật một cách tích cực để chuẩn bị làm tại tòa án, được nhận vào làm việc vào năm đó
Tháng 1 năm 1836:  bắt đầu làm việc tại một công ty luật nổi tiếng ở Cadiz, Ohio dưới quyền Chauncey Dewey, một luật sư nổi tiếng. Công việc của công ty với các thử nghiệm thường rơi vào tay ông. Stanton đã làm việc nghiêm túc dưới thời Dewey, thậm chí phải trả giá bằng sức khoẻ của mình, và kiếm được nhiều lời khen ngợi từ các luật sư đồng nghiệp.
Năm 1836: Cuối năm kết hôn với Mary Stanton
Năm 1837: được bầu làm công tố viên của Quận Harrison, trên vé Dân chủ. Hơn nữa, gia tài ngày càng tăng của Stanton cho phép ông mua một vùng đất rộng lớn ở Hạt Washington và một số khu vực ở Cadiz.
Năm 1840: Sinh con gái đầu lòng Lucy Lamson
Năm 1841: Con gái đầu lòng Lucy Lamson qua đời
Năm 1842: Sinh con trai thứ hai Edwin Lamson
Năm 1844: Vợ đầu Mary qua đời
Năm 1856: Tiếp tục kết hôn với Ellen Stanton
Năm 1860: Được Tổng thống James Buchanan bổ nhiệm làm Bộ trưởng Tư pháp Hoa Kỳ
Năm 1861: Từ chức Bộ trưởng Tư pháp, chúc mừng Abraham Lincoln khi Lincoln trở thành Tổng thống
Năm 1862: Được Tổng thống Lincoln bổ nhiệm làm Bộ trưởng Chiến tranh Hoa Kỳ thứ 27.
Năm 1865: Ngày 13 tháng 4, được Tổng thống Lincoln mời tới Nhà hát kịch Ford. Hôm sau, biết chuyện Tổng thống bị ám sát và sang ngày 15 tháng 4: Lincoln qua đời, tất cả các bạn thân rơi vào nỗi tuyệt vọng, vẫn giữ chức Bộ trưởng Chiến tranh Hoa Kỳ, sau đó, Andrew Johnson được bầu làm Tổng thống Hoa Kỳ thứ 17
Năm 1868: Từ chức Bộ trưởng Chiến tranh Hoa Kỳ. Sau đó, sức khỏe ngày một suy yếu
Ngày 24 tháng 12 năm 1869: Qua đời tại Washington, D.C. ở tuổi 55, và được chôn cất tại Nghĩa trang Oak Hill tại Washington, D.C., Hoa Kỳ

## Tham khảo

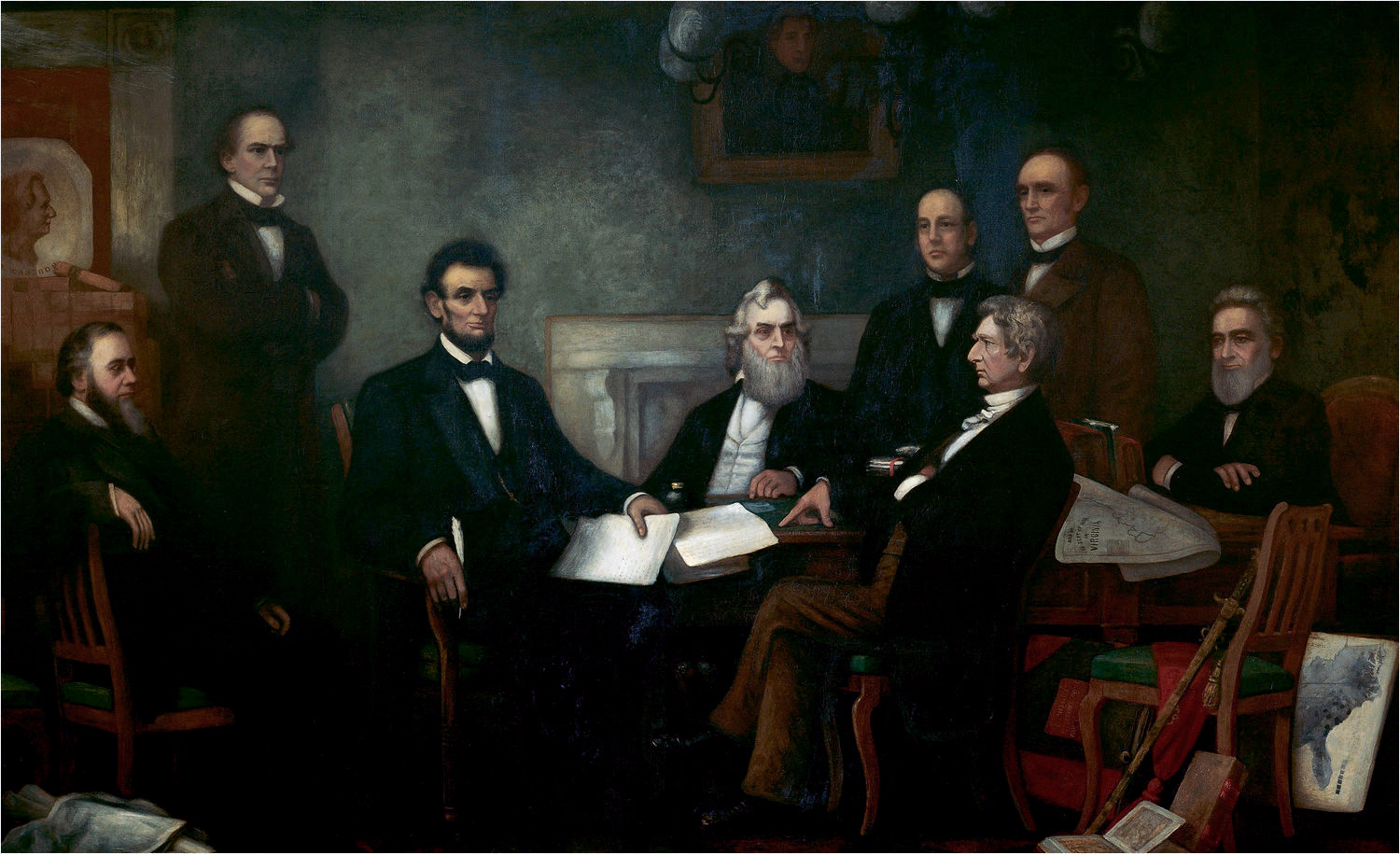
Lincoln trình bày trước nội các bản thảo đầu tiên của bản Tuyên ngôn Giải phóng Nô lệ. Tranh của Francis Bicknell Carpenter năm 1864.
Trong bức tranh này có Abraham Lincoln (ngồi trước Edwin Stanton, Salmon Portland Chase (đang đứng khoanh tay bên trái), Edwin Stanton (ngồi ở ghế bên trái), Gideon Welles (ngồi phía bên phải của Lincoln), William H. Seward (ngồi khoanh tay), Caleb Blood Smith và Montgomery Blair (đứng ở bên phải), và Edward Bates (ngồi ở bên phải)